# Christl Schönfeldt
Christl Schönfeldt, eigentlich Christine Elisabeth Schönfeldt, geborene Arnold (* 29. April 1916 in Wien; † 30. Dezember 2013 ebenda), war eine österreichische Musikreferentin und -schriftstellerin. In der Öffentlichkeit ist sie vor allem als langjährige Organisatorin des Wiener Opernballes bekannt.

## Leben
Schönfeld absolvierte an der Universität Wien ein Studium der Anglistik, klassischen Philologie und Musikwissenschaft, das sie 1940 mit der Promotion zum Dr. phil. abschloss. Anschließend war sie Sekretärin beim Ordinarius für Musikwissenschaft Erich Schenk und später beim Ethnologen Hugo Bernatzik. Nach dem Kriegsende wurde sie freie Mitarbeiterin der RAVAG. Von 1946 bis 1948 war sie Musikreferentin der Sendergruppe Rot-Weiß-Rot und im Anschluss freie Mitarbeiterin der vorgenannten Sendergruppe sowie beim SWR in Baden-Baden. 1955 wurde sie persönliche Referentin von Karl Böhm, Direktor der Wiener Staatsoper, und organisierte von 1956 bis 1980 den Wiener Opernball. Sie organisierte auch den ersten Opernball nach der Wiedereröffnung der Wiener Staatsoper nach dem Zweiten Weltkrieg. Über 20 Jahre lang war sie die Grande Dame des Wiener Opernballs.
1947 ehelichte sie Carl Schönfeldt (1898–1984, bis 1919 Reichsgraf von Schönfeldt), der zu dieser Zeit ebenfalls beim Sender Rot-Weiß-Rot beschäftigt war und als Nachrichtensprecher ebenso wie später als erster Quizmaster des ORF mit dem Pseudonym Rudolf Hornegg auftrat.
Nach ihrem Tod im Alter von 97 Jahren wurde sie am 7. Jänner 2014 auf dem Grinzinger Friedhof
begraben (Gruppe 29, Reihe 3, Nummer 4).

## Ehrungen
- 1970: Goldenes Ehrenzeichen für Verdienste um die Republik Österreich
- 1980: Großes Ehrenzeichen für Verdienste um die Republik Österreich
- 2000: Österreichisches Ehrenkreuz für Wissenschaft und Kunst[9]
- 2011: Goldener Rathausmann[10]

## Publikationen
- Die Wiener Philharmoniker. Österreich-Reihe, Band 25/26, ZDB-ID 184638-3. Bergland-Verlag, Wien 1956, OBV.
- — (Red.): W(olfgang) A(madeus) Mozart, Die Hochzeit des Figaro. Galavorstellung, 27. Mai 1959, 15. Kongreß der Internationalen Verleger-Union in Wien. Vereinigung Österreichischer Papier-, Zellulose-, Holzstoff- und Pappen-Industrieller, Wien 1959, OBV.
- — (Text), Barbara Pflaum (Fotogr.): Wiener Walzer. Belvedere-Verlag/Meissel, Wien 1970, OBV.
- Der Wiener Opernball. Erste Auflage. Koska, Wien/Berlin 1975, OBV.